# Alessandro De Rose
Alessandro Luca De Rose (né le 2 juillet 1992 à Cosenza) est un plongeur italien, spécialiste du haut-vol.
Le 30 juillet 2017, il remporte la médaille de bronze lors des Championnats du monde à Budapest.